# Mombrier
 Mombrier  egy francia település Gironde megyében az Aquitania régióban. Lakosainak száma 465 fő (2022. január 1.).

## Adminisztráció
Polgármesterek:
- 1995–2008 Nicolas Madrelle
- 2008–2014 Jean-Michel Bault
- 2014–2020 Valérie Guinaudie

## Demográfia
| Lakosok száma | 399  | 374  | 363  | 355  | 392  | 409  | 423  | 429  | 440  | 465  |
|               | 1968 | 1982 | 1990 | 2006 | 2013 | 2015 | 2017 | 2019 | 2020 | 2022 |